# تام استونهام

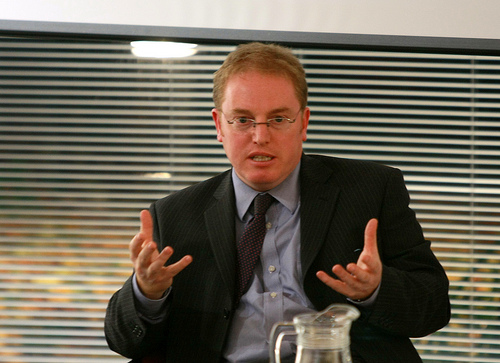
سخنرانی تام استونهام در مورد ادراک و تخیل", دانشگاه یورک، اکتبر ۲۰۰۹

تام استونهام (به انگلیسی: Tom Stoneham) فیلسوف انگلیسی، استاد گروه فلسفه دانشگاه یورک انگلستان و مدیر این گروه است. پژوهش‌های او در حوزه متافیزیک، معرفت‌شناسی، منطق فلسفی و فلسفه بارکلی است. او عضو هیئت تحریریه نشریه فلسفی ذهن است. او در خردادماه سال ۱۳۸۹ به ایران آمد و در دانشگاه تهران و مؤسسه پژوهشی حکمت و فلسفه و همچنین در اردیبهشت ۱۳۹۳ در پنجمین همایش انجمن فلسفه تعلیم و تربیت ایران در کرمان به سخنرانی پرداخت.

## تحصیلات
- کارشناسی ارشد فلسفه از دانشگاه آکسفورد
- دکترای فلسفه از دانشگاه لندن

## آثار
- Berkeley's World: An Examination of the Three Dialogues (Oxford University Press, 2002).